# Kontraalt
Kontraalt, též contralto, je nízko položený ženský hlas, jehož rozsah je podle některých definic položen níže, než je tomu u altu. Přibližný rozsah altu odpovídá g – f2. Existuje určitý rozpor mezi tím, jak je termín kontraalt definován v populární a v klasické hudbě. V populární je obvykle chápán jako hlas dosahující nižších tónů než alt. V klasické hudbě (opeře) jsou jako kontraalty označované hlasy s velkým rozsahem, který v hlubší poloze zhruba odpovídá altu, ale zvládá i vyšší tóny typické pro mezzosoprán nebo soprán.
Z českých populárních zpěvaček dosahuje kontraaltového rozsahu (E – e2) Věra Nerušilová, ze světoznámých operních kontraaltů například Ewa Podleś (A – e3) nebo populární zpěvačka Annie Lennox.